# Gugelhupf

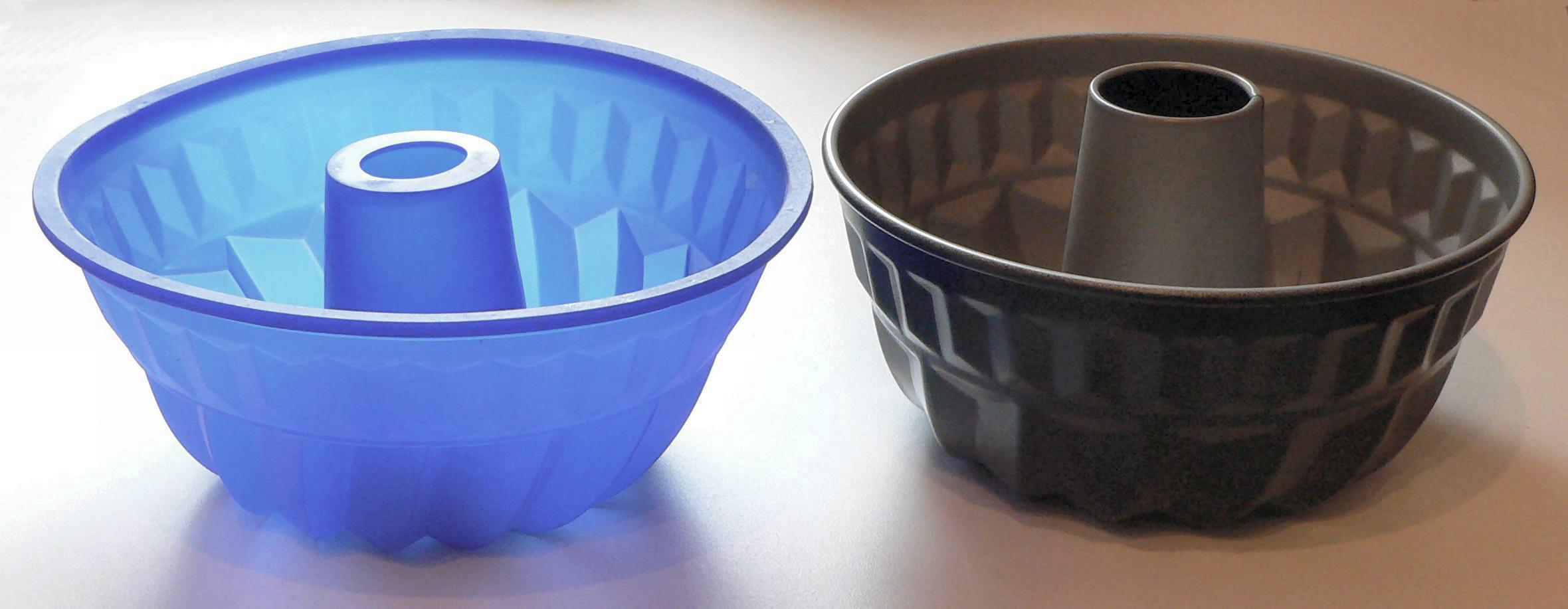
Formats de motlles de silicona i metall utilitzats per a elaborar el Gugelhupf.

El gugelhupf, kugelhopf o kouglof (etim. caputxa -gugel- de llevat -hupf-), anomenat bàbovka a Txèquia i a Eslovàquia, és una especialitat culinària centreeuropea que consisteix en una mena de pa de pessic en forma de muntanya. Sol consumir-se durant les festes de Nadal.
Presenta una certa similitud amb els anomenats Bundt cakes anglosaxons, també coneguts per Bäbe i Radon, i el panettone italià.
Existeixen diverses receptes. Els ingredients utilitzats en la recepta tradicional són la farina, els ous, la llet, la mantega, ametlles, panses i llevat. Sovint es decora amb sucre de llustre o xocolata. Altres versions porten pell de taronja o llimona picada. La versió vienesa és marbrejada, combinant el pa de pessic neutre amb el de xocolata. En algunes pastisseries es serveix amb nata, i a Alemanya es serveix amb mantega i melmelada.
El motllo utilitzat per coure el gugelhupf és circular amb ranures angulades a la part exterior i una obertura al centre. Aquesta forma ajuda a repartir l'escalfor uniformement.
Tot i que s'associa especialment amb Àustria, on és considerat una especialitat nacional, els seus orígens són incerts. S'han trobat motllos similars als de gugelhupf al jaciment de Carnunt, prop de Viena, però en general es pot trobar a la majoria de territoris de l'antic Imperi Austrohongarès. Una altra llegenda explica que el van crear els habitants d'Alsàcia en honor dels Reis d'Orient, oferint-los un pastís amb la forma del seu turbant en el seu pas per la zona.
Tot i que el seu origen és humil va ser molt popular entre l'aristocràcia austríaca. Maria Antonieta, arxiduquessa d'Àustria, va introduir-lo a la cort de Versalles. Francesc Josep i Sissí solien prendre'n habitualment quan estiuejaven a la zona dels llacs de Salzkammergut, on hi havia la famosa pastisseria Zauner.